# Pardachirus pavoninus
Pardachirus pavoninus är en fiskart som först beskrevs av Lacepède 1802.  Pardachirus pavoninus ingår i släktet Pardachirus och familjen tungefiskar. Inga underarter finns listade i Catalogue of Life.